# Bejlomorka buková
Bejlomorka buková (Mikiola fagi) je druh hmyzu z rodu Mikiola z čeledi Cecidomyiidae. V Evropě je běžným a hojně rozšířeným druhem. Jeho přítomnost potvrzují nápadné, zpočátku žlutozelené, postupně červené soudkovité hálky, které se nacházejí na vrchní straně listů buku lesního (Fagus sylvatica).

## Popis
Bejlomorka buková je malá muška černohnědé barvy o délce 4–5 mm. Oproti většině ostatních druhů bejlomorek je větší. Dospělý jedinec má poloprůhledná blanitá křídla vyztužená čtyřmi podélnými žilkami a jemně obrvená. Nohy jsou dlouhé a štíhlé. Tykadla jsou poměrně dlouhá, u samečka složená z dlouze stopkatých článků, u samiček z přisedlých článků. Břicho samce je žlutohnědé, břicho samice načervenalé. Devítičlánkový zadeček je protáhlý, dozadu vřetenovitě zúžený. Sameček má zadeček žlutohnědý, zakončený nápadným vnějším pohlavním ústrojím (hypopygium), které je otočeno vzhůru a přiloženo k hřbetní straně konce zadečku. Samička má zadeček červený, zakončený vysunutelným kladélkem. Dospělci se líhnou koncem března. Samička po spáření klade v oblasti listových žilek jednotlivě 0,3 mm velká červená vajíčka. Jedna samička dokáže za sezónu snést až 300 vajíček.
Z vajíček nakladených v jarních měsících se líhnou larvy nové generace. Drobná larva je bělavé barvy a hned po vylíhnutí se začne živit listovým pletivem hostitelské rostliny. Při žíru uvolňuje larva látku, která způsobuje nepřirozený růst listu a kolem larvy se tak začíná vytvářet hálka. Uvnitř hálky žije vždy jen jedna larva. Hálka obsahující samčí larvu je malá a úzká, hálka obsahující samičí larvu je velká a kulovitá. Při přemnožení se na jedné listové čepeli může vyskytovat až 30 hálek.
Hálka má soudkovitý až kuželovitý tvar, shora zašpičatělý. Na povrchu je hladká, zpočátku světle zelená, později žlutá až načervenalá. Tvrdá dřevnatá stěna hálky se skládá z několika vrstev dlouhých, sklovitých buněk; vnitřní výstelka je složena z mnohem menších, zelenavých buněk. Dno hálky pokrývají zduřelé pletivové buňky listové čepele; pravděpodobně jsou potravou larvy. Hálka roste mnohem rychleji než larva; zpočátku je larva ve srovnání s hálkou velmi malá.
Zcela vyvinutá larva uzavře otvor na dně hálky víčkem a hálka z listu odpadne. V lesní podestýlce larva v hálce přezimuje. Začátkem března se zakuklí a po dvou až třech týdnech se vylíhne dospělec.
Hálka, která z listu odpadne, obsahuje zdravou larvu bejlomorky, zatímco hálka, která zůstane během zimy na listu, obsahuje larvu napadenou parazitoidem. Z takové hálky se na jaře líhne dospělec parazitoida.

## Rozšíření
Bejlomorka buková žije ve velkých částech Evropy v porostech buku lesního. Druh byl zavlečen i do Severní Ameriky.

## Ekologie
Bejlomorka buková je monofágní hmyz, který parazituje pouze na stromech z čeledi bukovité (Fagaceae). Nejčastěji napadá mladé buky ve věku do 10 let, a to ve středních a vyšších polohách. Příznaky napadení se na listech mohou projevovat jejich nepřirozeným tvarem, časným opadáváním, žloutnutím a usycháním.
Bejlomorka je klasifikována jako lokální a příležitostný škůdce a protiopatření se nepoužívají. Ohniska výskytu obvykle zaniknou po jednom až dvou letech díky přirozeným nepřátelům bejlomorky, zejména parazitoidům. K masovému výskytu bejlomorky bukové dochází každých 7–10 let.
Asi 14–22 % larev je v hálkách usmrceno obrannou aktivitou rostlinných pletiv a značné množství larev v zimě pozřou ptáci, zejména sýkora koňadra (Parus major). Larvu uvnitř hálky může usmrtit i rostlinná patogenní houba Apiognomonia errabunda. Vývin obvykle dokončí jen 3–8 % larev, přičemž až 82% úmrtnost lze připsat hmyzím parazitoidům.

## Galerie

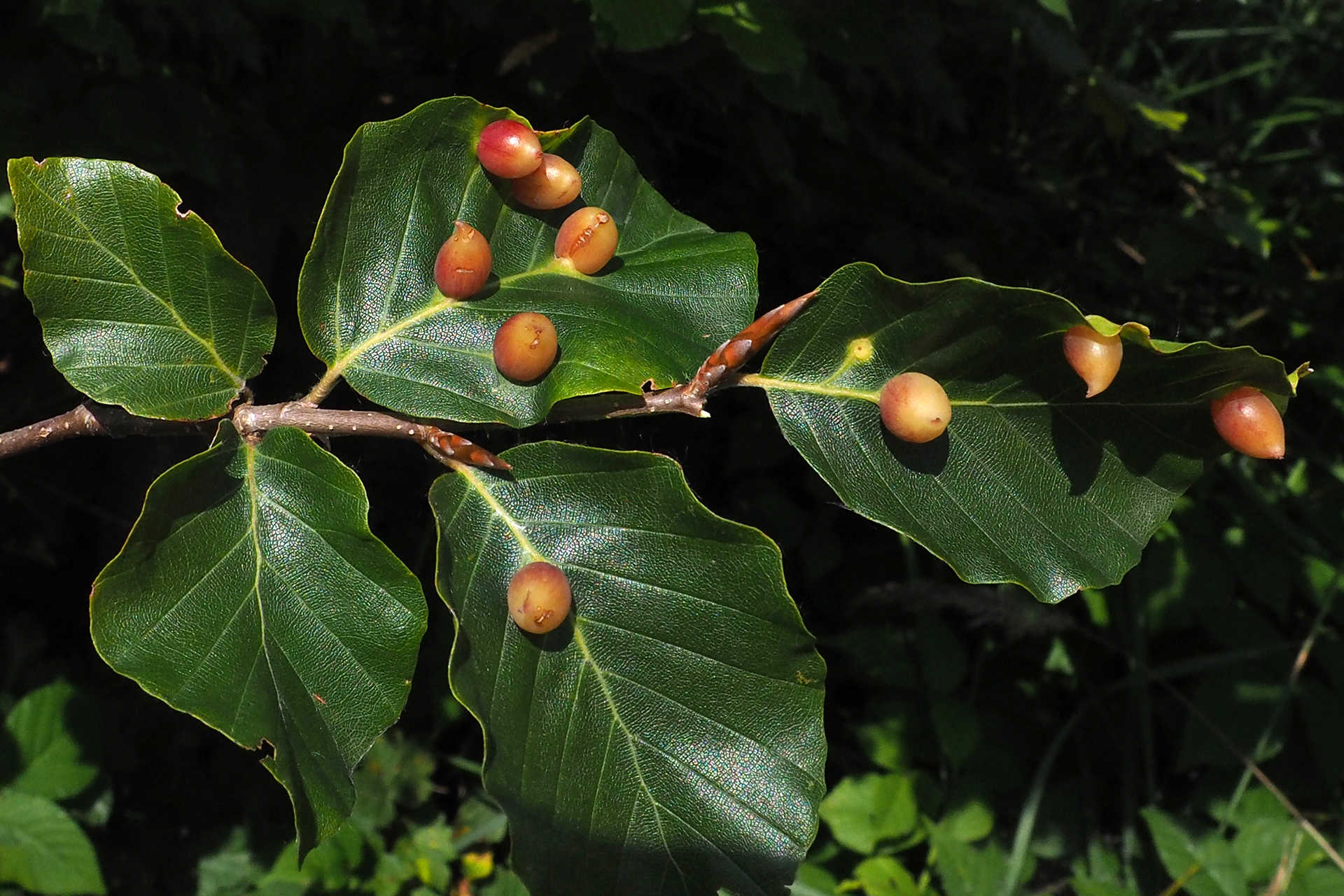
Hálky na listech buku lesního
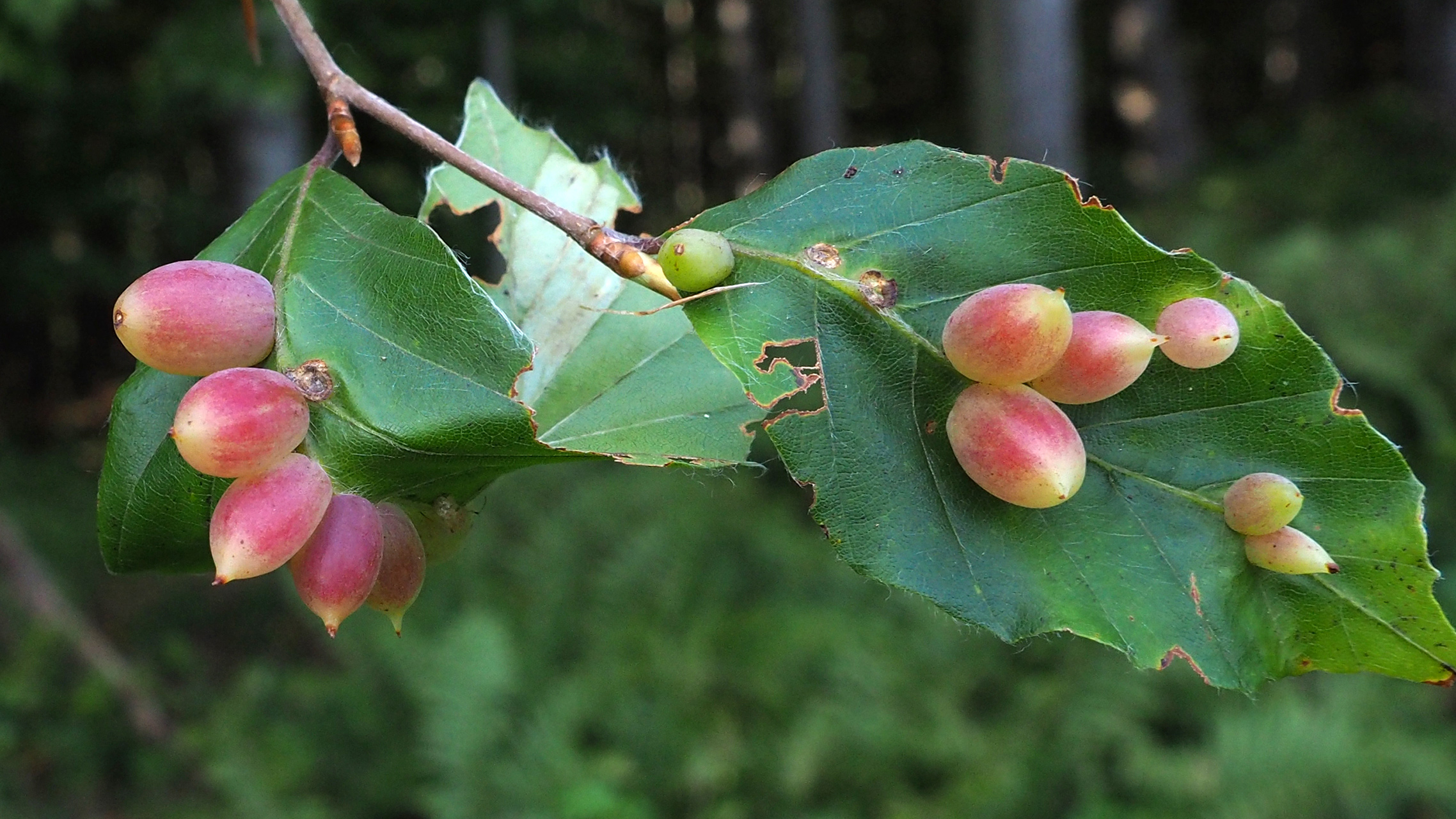
Hálky na listech buku lesního
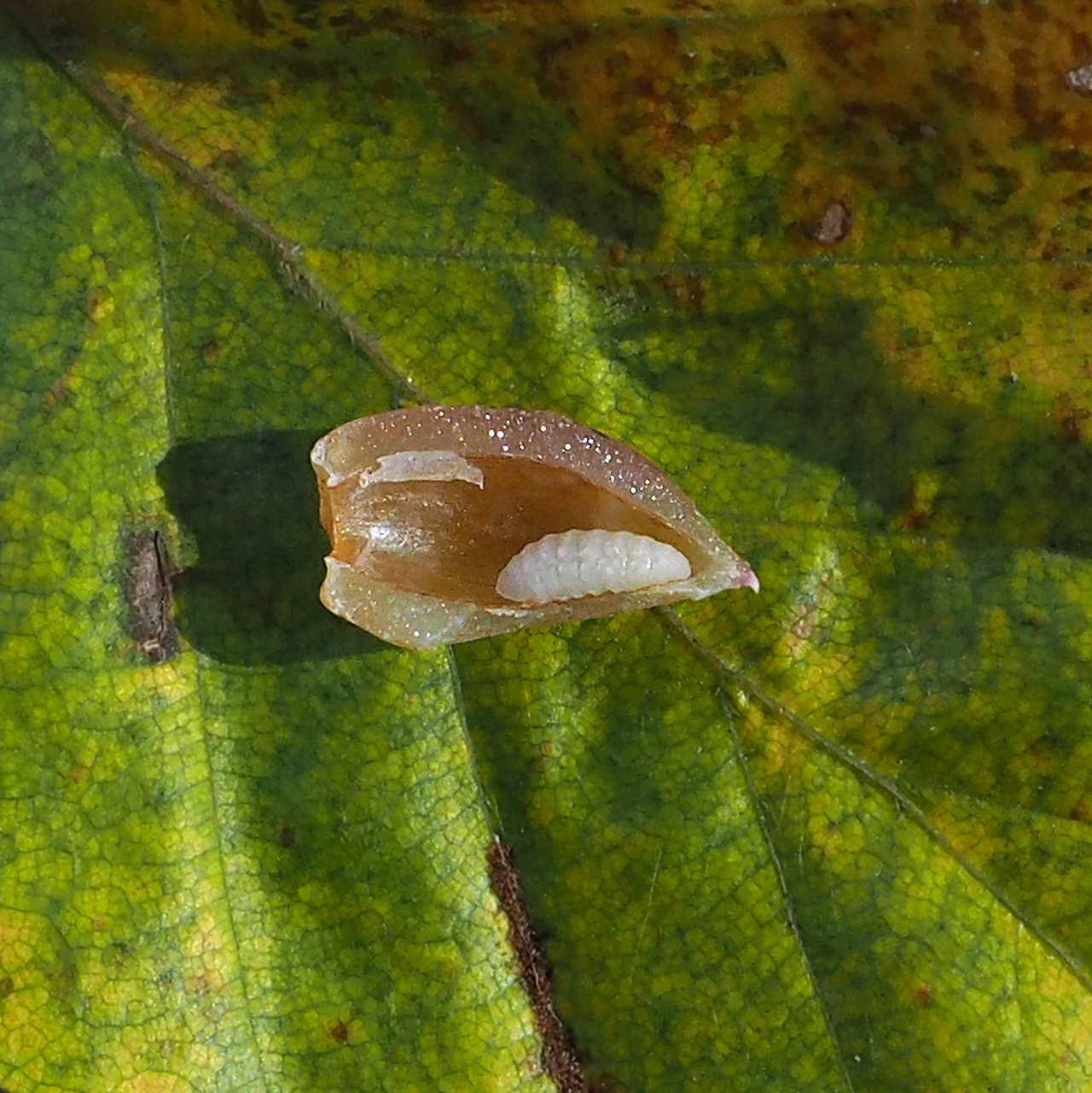
Larva v otevřené hálce
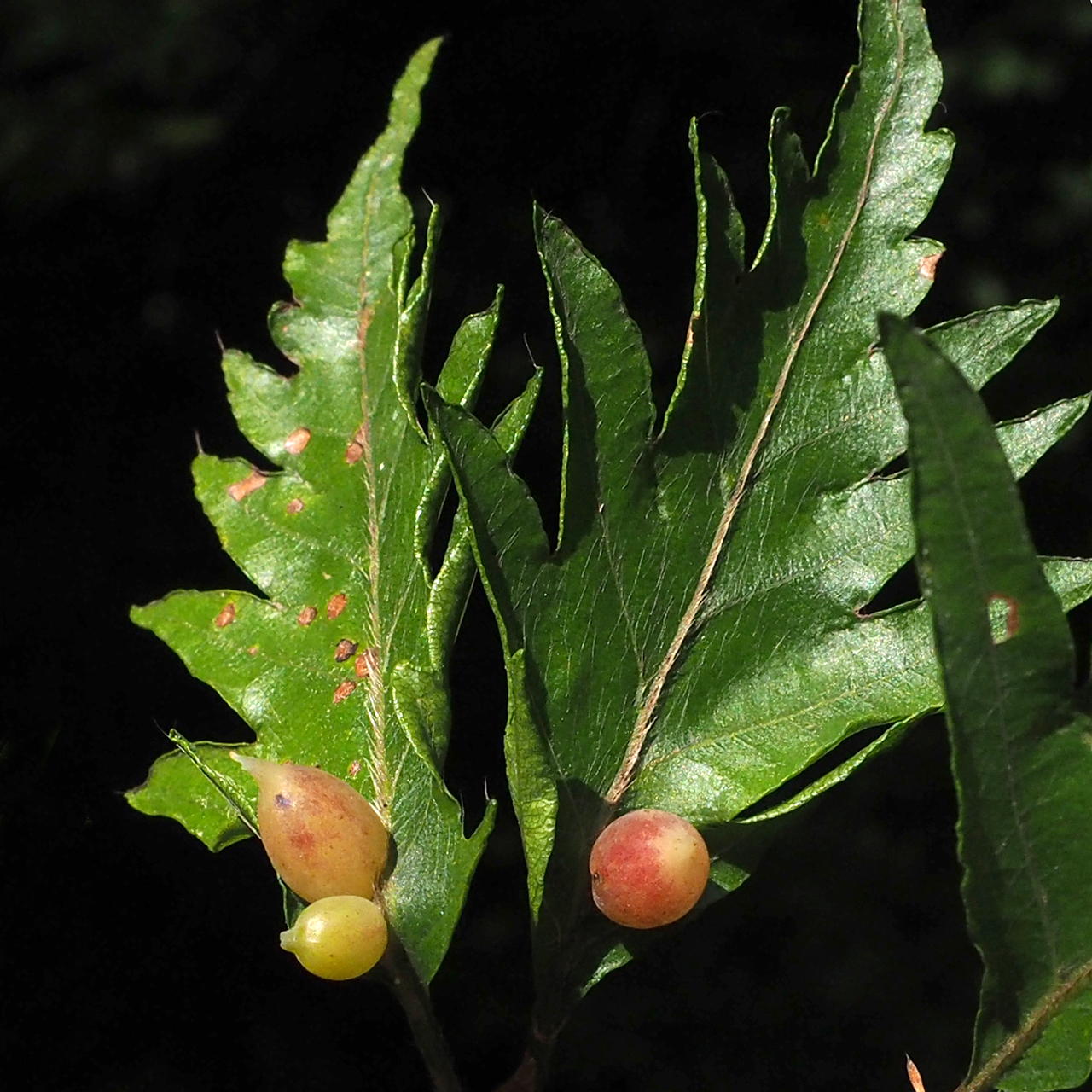
Hálky na listech buku lesního var. heterophylla
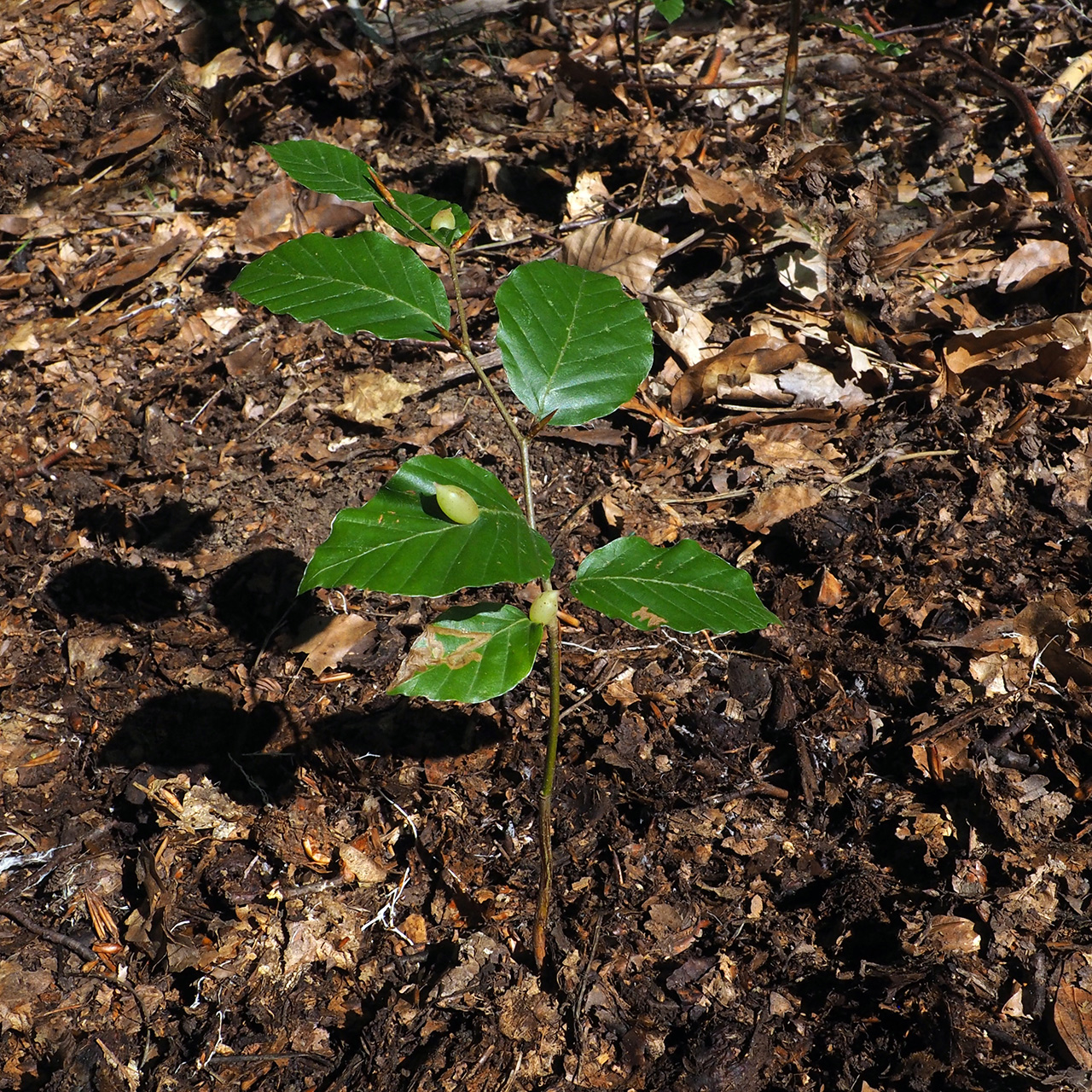
Hálky na semenáčku buku lesního
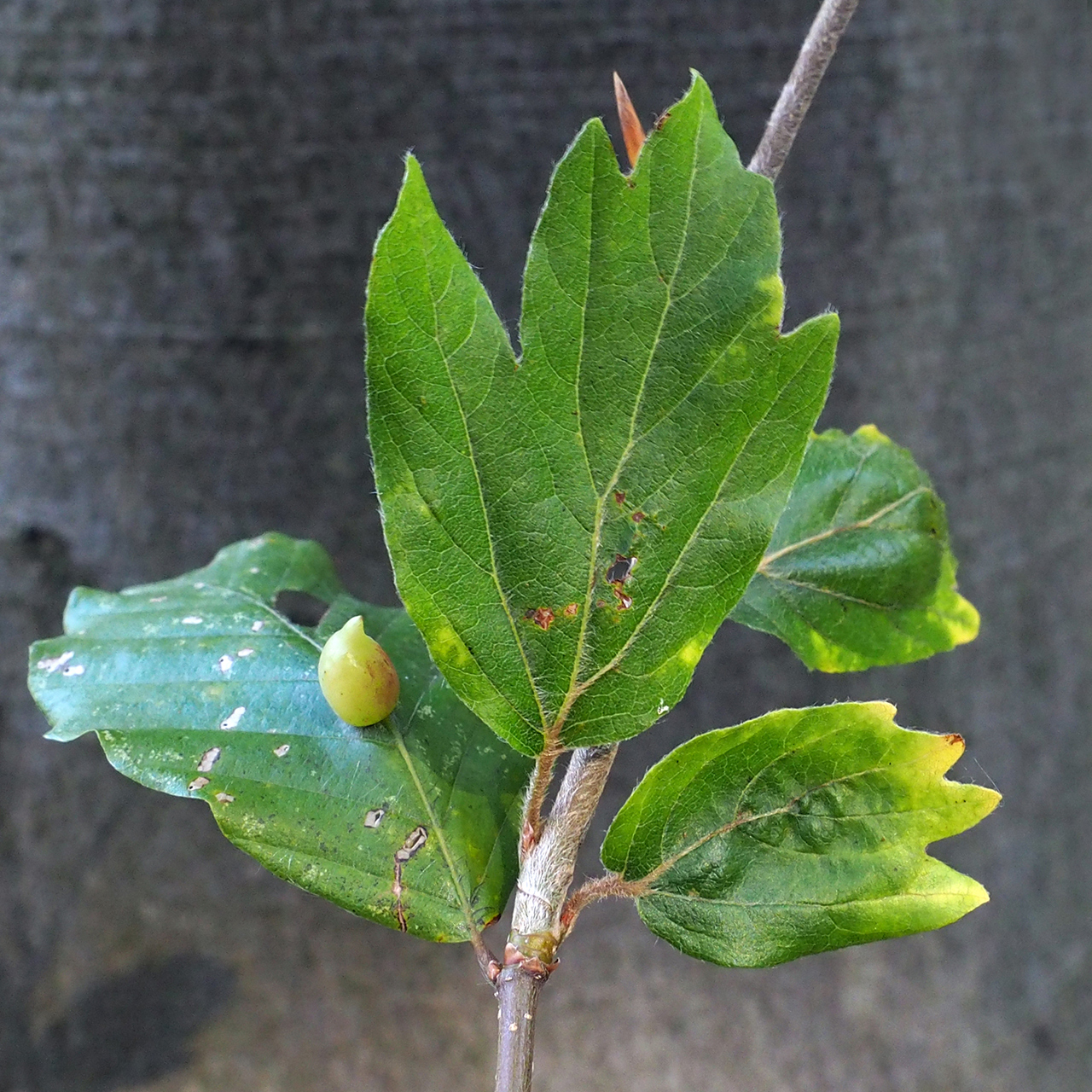
Nezvyklý tvar listů buku způsobený bejlomorkou
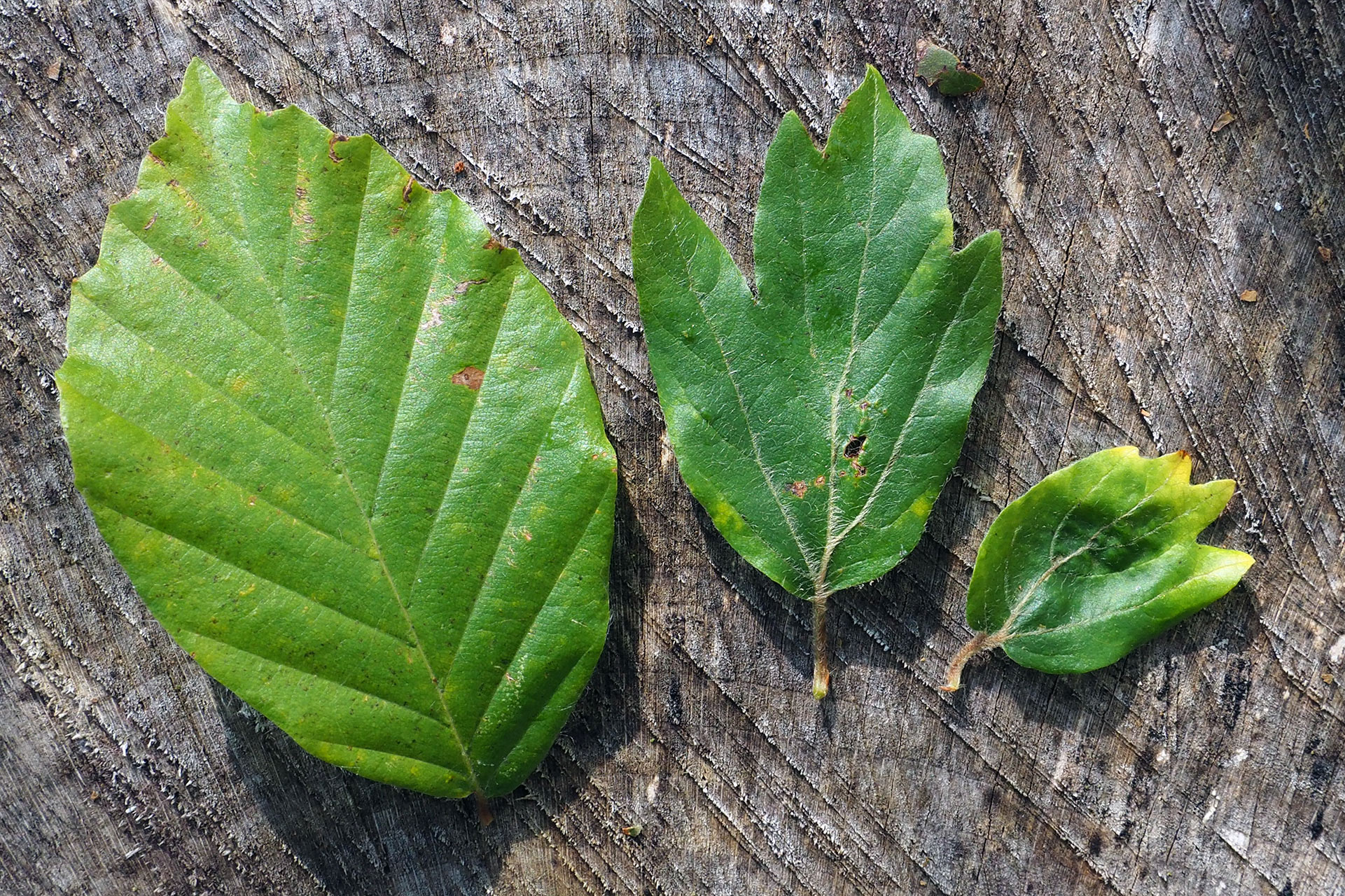
Nezvyklý tvar listů buku způsobený bejlomorkou